# Wilhelm Aarland
Johann Carl Wilhelm Aarland dit Wilhelm Aarland, né le 16 février 1822 à Leipzig et mort en 1906 dans cette même ville, est un dessinateur, graveur sur bois allemand, propriétaire d'ateliers xylographiques à Leipzig et à Kassel.

## Biographie
Johann Carl Wilhelm Aarland naît le 16 février 1822 à Leipzig.
Il suit une formation de dessinateur avant de poursuivre sa formation de graveur sur bois à Leipzig, où il est « vraisemblablement un élève de Friedrich Schlitte (de) ».
Il épouse Emma, née Dreßler. De ce mariage nait le chimiste et professeur d'université Georg Aarland (de).
Wilhelm Aarland travaille d'abord dans sa ville natale où il crée ses propres œuvres d'après des modèles de divers maîtres. Plus tard, il devient propriétaire de l'atelier de xylographie W. Aarland XI à Kassel, grâce auquel il réalise des illustrations pour la revue Die Gartenlaube tout au long de sa vie. En 1855, il réalise neuf gravures sur bois d'après les dessins de Julius Schnorr von Carolsfeld pour sa « Bilderbibel » (Bible illustrée).
Entre 1860 et 1880, Aarland produit, entre autres, de nombreuses gravures sur bois représentant des vues de Nuremberg, notamment des paysans typiques du marché de Nuremberg et un portrait de Hans Sachs.
En outre, Aarland a également produit des illustrations zoologiques et botaniques à vocation scientifique, comme pour l'ouvrage d'Alfred Brehm et d'Emil Adolf Roßmäßler Der Wald. Den Freunden und Pflegern des Waldes geschildert,.
Il a également fourni des gravures sur bois pour des œuvres de fiction telles que Goldelse d'E. Marlitt ou des œuvres lyriques .
En 1884, il fonde avec son fils Georg la société de Leipzig Wilh. Aarland & Sohn, dont il présente les gravures sur bois comme l'un des premiers exposants à l'ouverture de la nouvelle Deutsches Buchhändlerhaus (de) en 1888.
En 1898 ou 1899, il devient associé de l'Institut xylographique, fondé à Leipzig en janvier 1887 par le bûcheron August Müller. L'entreprise opére alors sous le nom d'Aarland & Müller, puis est vendue peu après à son successeur, Otto Pesch.
En plus de la signature W. Aarland ou Wilhelm Aarland, l'artiste a également utilisé XA v. WA ou XA v. W. Aarland, qui est une abréviation de Xylographisches Atelier von Wilhelm Aarland.

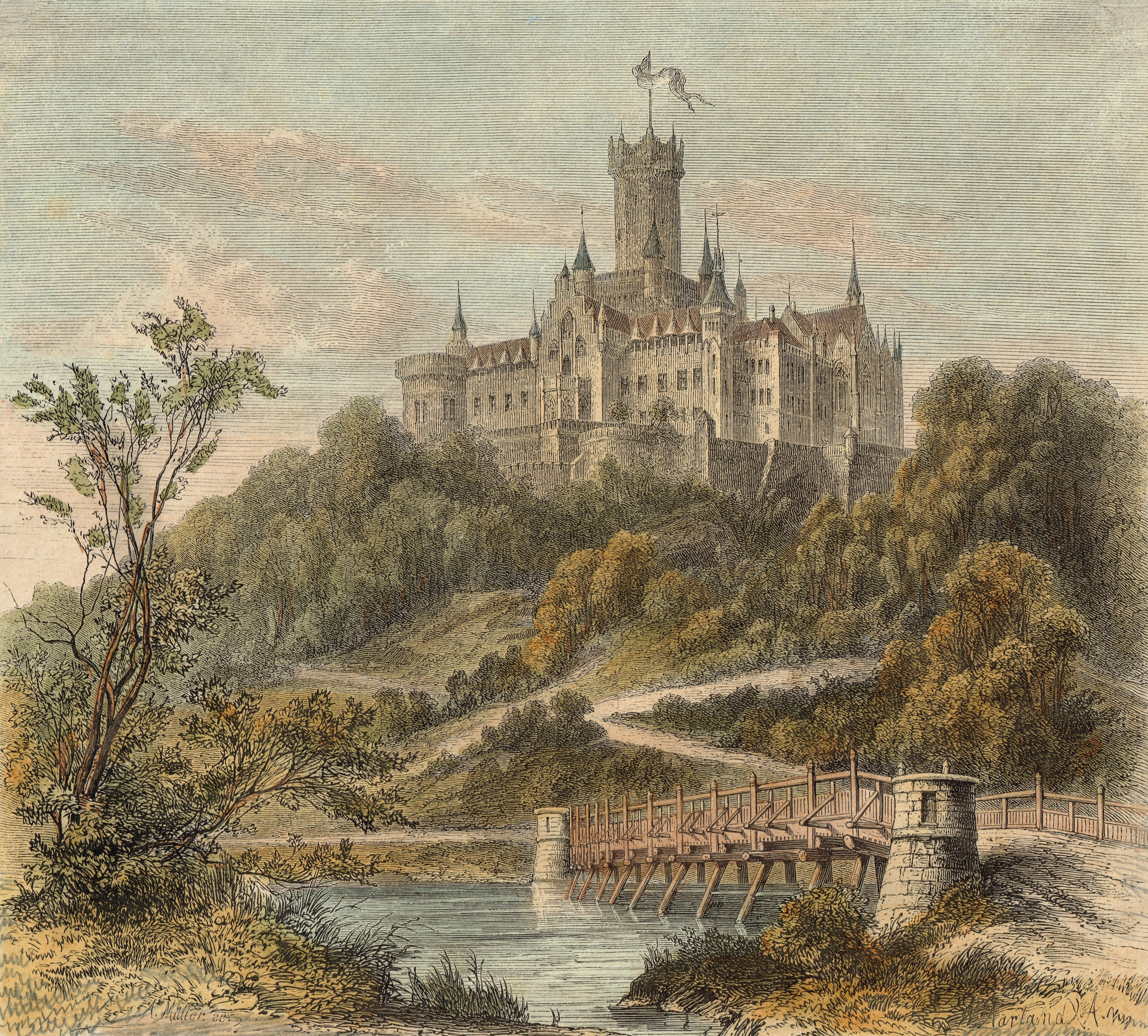
Château de Marienburg avec le pont de Marienberg près de Nordstemmen, gravure sur bois colorée issue de Die Gartenlaube, 1867.
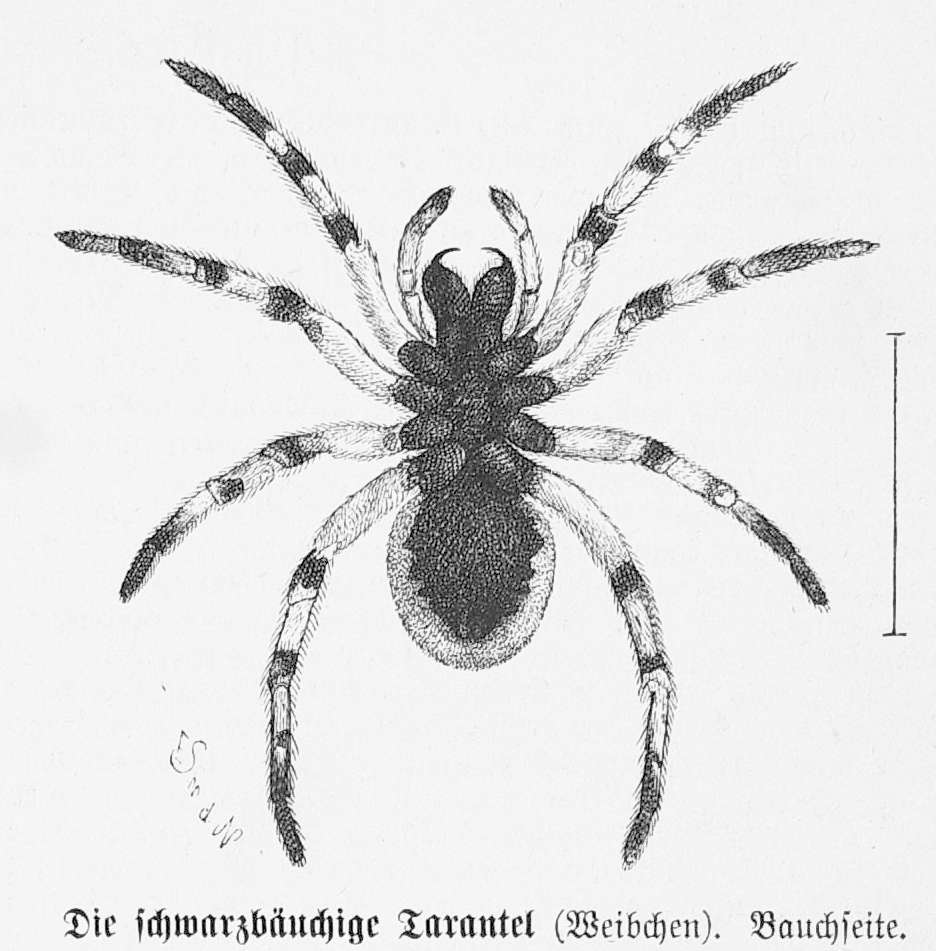
« La tarentule à ventre noir ».
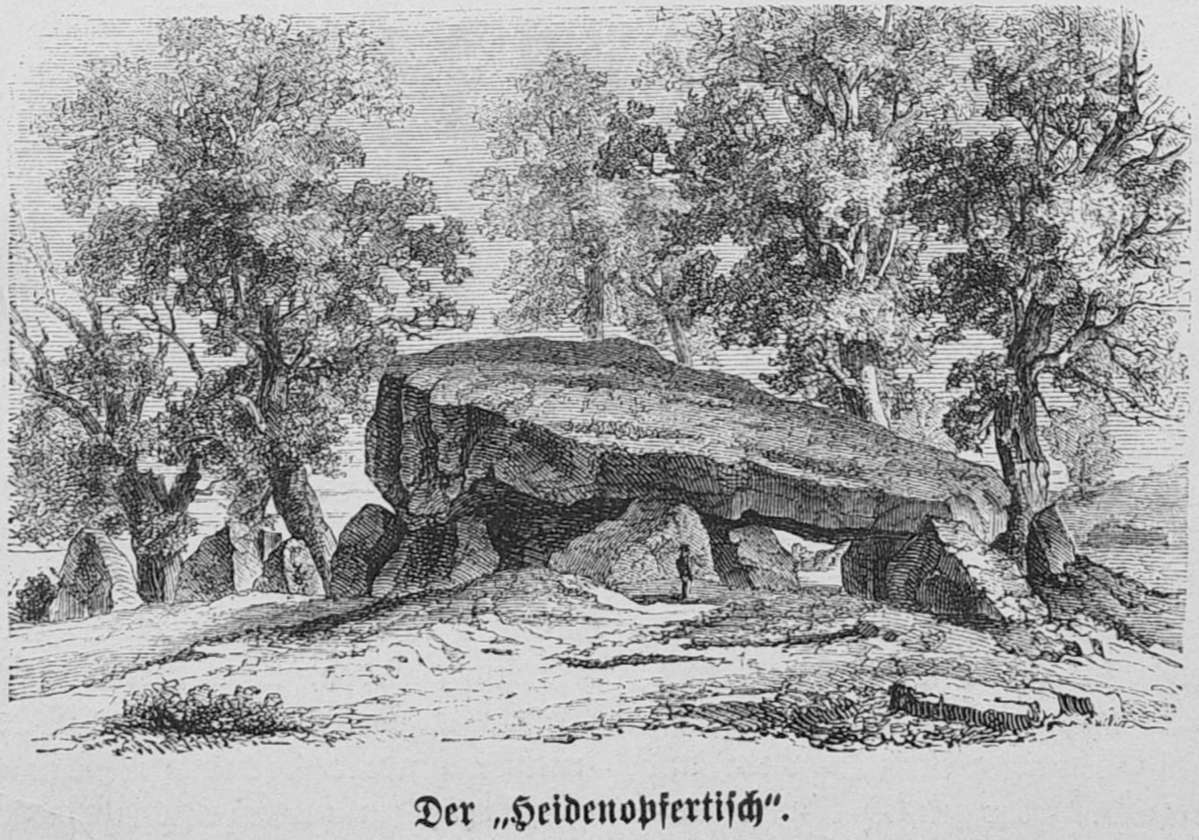
« La table sacrificielle païenne » dans la région d'Oldenbourg.